# Rudolf Bing
Rudolf Franz Joseph Bing (Vienna, 9 gennaio 1902 – Yonkers, 2 settembre 1997) è stato un direttore artistico austriaco naturalizzato britannico, particolarmente noto come direttore per molti anni del Metropolitan Opera.

## Biografia
Nato in un'agiata famiglia ebraica (suo fratello Herman Bing fu un famoso caratterista negli anni trenta), studiò musica e storia all'università di Vienna, per poi svolgere dal 1927 l'attività di direttore generale della Städtische Oper di Berlino e dell'Opera di Darmstadt.
Nel 1934, all'ascesa del nazismo, si recò nel Regno Unito, dove fu tra i fondatori del Glyndebourne Festival Opera e, dopo la fine del conflitto, istituì il Festival di Edimburgo. Nel 1946 acquisì la cittadinanza britannica. Nel 1949 pervenne negli Stati Uniti e, l'anno successivo, assunse la carica di general manager del Metropolitan Opera di New York, incarico che mantenne per 22 anni imprimendo una forte impronta personale alla sua direzione, che lo portò in alcuni casi a scontrarsi con interpreti famosi, uno per tutti Maria Callas. Nel 1971 ricevette il titolo di  Knight dalla regina Elisabetta II.
Dopo l'abbandono del Met nel 1972, scrisse due libri autobiografici: 5000 night at the Opera e A Knight at the Opera. In tarda età venne colpito dalla Malattia di Alzheimer. Nel 1989 Roberta Peters e Teresa Stratas ne favorirono il ricovero presso la casa di riposo per ebrei a Riverdale (New York). Morì all'età di 95 anni.